# Maciejówka (województwo mazowieckie)
Maciejówka – wieś sołecka w Polsce położona w województwie mazowieckim, w powiecie grójeckim, w gminie Belsk Duży.
| SIMC    | Nazwa       | Rodzaj    |
| ------- | ----------- | --------- |
| 0614185 | Władysławów | część wsi |

W latach 1975–1998 miejscowość administracyjnie należała do województwa radomskiego.